# Pau Balmes i Montsech
Pau Balmes i Montsech, o Pau Balmas i Montsech (Torelló, 30 de juliol de 1735 – Barcelona, 25 de febrer de 1789) fou un metge i botànic català.

## Biografia
Fill d'una família benestant de Torelló dedicada a la manufactura de la llana, estudia a Osca i obté el títol de batxiller el 1755. Però, malgrat que Osca té una Facultat de Medicina, se'n va a la Universitat de Cervera i es doctora el 1762. El mateix any, guanya una oposició per cobrir una plaça de metge substitut a l'Hospital de la Santa Creu de Barcelona on hi exerceix en Carles Vicens i Rossell, oncle seu, que li fa de mentor.
L'any 1769, quan Rossell mor, Balmes ocupa definitivament la plaça. El mateix any, entra a la Junta de Sanitat de Barcelona. S'hi està durant 20 anys fent múltiples informes sanitaris sobre diferents temes de salut pública per a les autoritats municipals. Pau Balmes creu en la relació directe entre les malalties i el medi ambient i aquest convenciment el condueix a establir un reguitzell de denúncies.
En el període 1776-1779, el prestigi de Balmes -convertit en un dels metges més actius a la Barcelona de l'època i en un home ric- el duu a formar part del Tribunal del Protomedicat, responsable entre d'altres funcions, d'examinar els aspirants a exercir la Medicina, la Cirurgia o la Farmàcia.
Juntament amb altres metges destacats de la ciutat, funda l'Acadèmia Medico-Pràctica, que més tard esdevindrà la Reial Acadèmia de Medicina de Catalunya. La nova institució pretén renovar els mètodes d'estudi, facilitant el compartiment de les experiències clíniques i la recopilació de les seves observacions per fer-les útils al major nombre possible de metges.
Com a bon metge de la Il·lustració, Pau Balmes s'interessa per altres disciplines científiques. Entre d'altres, la Botànica el porta a inscriure’s a la Reial Acadèmia de Ciències Naturals i de les Arts on és nomenat director de la secció d'aquesta branca en els períodes del 1765 al 1773 i de 1777 al 1785.